# Singletonova mez
Singletonova mez pojmenovaná po Richardu Collomovi Singletonovi je v teorii kódování relativně hrubá horní mez velikosti libovolného blokového kódu {\displaystyle C} s délkou bloku {\displaystyle n}, velikostí {\displaystyle M} a minimální vzdáleností {\displaystyle d}. Je také známa jako Joshiho mez. Její existenci dokázal Joshi 1958 a ještě dříve Komamiya 1953.

## Tvrzení o minimální vzdálenosti a Singletonově mezi

### Znění
Minimální vzdálenost množiny {\displaystyle C} kódových slov délky {\displaystyle n} je definována jako
{\displaystyle d=\min _{\{x,y\in C:x\neq y\}}d(x,y),}
kde {\displaystyle d(x,y),} je Hammingova vzdálenost mezi {\displaystyle x} a {\displaystyle y}. Výraz {\displaystyle A_{q}(n,d)} reprezentuje maximální počet možných kódových slov v {\displaystyle q}-árním blokovém kódu délky {\displaystyle n} a minimální vzdálenosti {\displaystyle d}.
Singletonova mez pak říká, že
{\displaystyle A_{q}(n,d)\leq q^{n-d+1}.}

### Důkaz
Nejdříve je třeba si uvědomit, že počet {\displaystyle q}-árních slov délky {\displaystyle n} je {\displaystyle q^{n}}, protože každé písmeno v takovém slově může nabývat jedné z {\displaystyle q} různých hodnot nezávisle na zbývajících písmenech.
Nechť nyní {\displaystyle C} je libovolný {\displaystyle q}-ární blokový kód minimální vzdálenosti {\displaystyle d}. Zřejmě všechna kódová slova {\displaystyle c\in C} jsou různá. Pokud zúžíme kód vymazáním prvních {\displaystyle d-1} písmen každého kódového slova, pak všechna výsledná kódová slova musí stále být po dvou různá, protože všechna původní kódová slova v {\displaystyle C} mají Hammingovu vzdálenost alespoň {\displaystyle d}. Velikost upraveného kódu je tedy stejná jako velikost původního kódu.
Nově získaná kódová slova budou mít všechna délku
{\displaystyle n-(d-1)=n-d+1,}
a tedy jich může existovat nejvýše {\displaystyle q^{n-d+1}}. Protože kód {\displaystyle C} byl libovolný, tato mez musí platit i pro největší možný kód s těmito parametry, tedy:
{\displaystyle |C|\leq A_{q}(n,d)\leq q^{n-d+1}.}

## Lineární kódy
Pokud {\displaystyle C} je lineární kód s délkou bloku {\displaystyle n}, velikostí {\displaystyle k} a minimální vzdáleností {\displaystyle d} nad konečným tělesem s {\displaystyle q} prvky, pak maximální počet kódových slov je {\displaystyle q^{k}} a ze Singletonovy meze plyne:
{\displaystyle q^{k}\leq q^{n-d+1},}
, takže
{\displaystyle k\leq n-d+1,}
což se obvykle píše
{\displaystyle d\leq n-k+1.}
V případě lineárního kódu lze použít jiný důkaz Singletonovy meze pozorováním, že hodnost kontrolní matice je {\displaystyle n-k}. Jiný jednoduchý důkaz vyplývá z pozorování, že řádky jakékoli vytvořující matice ve standardním tvaru mají váhu nejvýše {\displaystyle n-k+1}.

## Historie
Obvyklou citací pro tento výsledek je Singleton 1964, ale důkaz podal již Joshi 1958. Podle Welsh 1988, p. 72 lze výsledek nalézt v článku Komamiya 1953.

## MDS kódy
Lineární blokové kódy, pro které je v Singletonově mezi dosažena rovnost, se nazývají MDS kódy (kódy separabilní s maximální vzdáleností, anglicky maximum distance separable codes). K takovým kódům patří kódy, které mají pouze dvě kódová slova (slovo tvořené samými nulami a slovo tvořené samými jedničkami, která mají minimální vzdálenost {\displaystyle n}), kódy, které používá všech {\displaystyle (\mathbb {F} _{q})^{n}} (minimální vzdálenost 1), kódy s jediným paritním symbolem (s minimální vzdáleností 2) a jejich duální kódy. Tyto kódy se často nazývají triviální MDS kódy.
Pro binární abecedu existují pouze triviální MDS kódy.
K netriviálním MDS kódům patří Reedovy–Solomonovy kódy a jejich rozšířená verze.
MDS kódy jsou důležitou třídou blokových kódů, protože pro pevné {\displaystyle n} a {\displaystyle k} mají největší funkcionalitu opravy a detekce chyb. Existuje několik způsobů jak charakterizovat MDS kódy, které popisuje následující věta.

### Ekvivalentní tvrzení o MDS kódech
Nechť {\displaystyle C} je lineární [{\displaystyle n,k,d}] kód nad {\displaystyle \mathbb {F} _{q}}. Pak následující tvrzení jsou ekvivalentní:
- {\displaystyle C} je MDS kód.
- Každých {\displaystyle k} sloupců generující matice {\displaystyle C} je lineárně nezávislých.
- Každých {\displaystyle n-k} sloupců kontrolní matice {\displaystyle C} je lineárně nezávislých.
- {\displaystyle C^{\perp }} je MDS kód.
- Jestliže {\displaystyle G=(I|A)} je generátorová matice {\displaystyle C} ve standardním tvaru, pak každá čtvercová podmatice {\displaystyle A} je regulární.
- Je-li dáno {\displaystyle d} souřadnicových pozic, existuje kódové slovo (s minimální váhou), jehož nosičem jsou právě tyto pozice.

Z posledního z těchto tvrzení vyplývá díky MacWilliamsově identitě explicitní vzorec pro úplné rozdělení vah MDS kódu, který popisuje následující věta.

### Věta o rozdělení vah kódových slov v MDS kódu
Nechť {\displaystyle C} je lineární [{\displaystyle n,k,d}] MDS kód over {\displaystyle \mathbb {F} _{q}}. Jestliže {\displaystyle A_{w}} označuje počet kódových slov v {\displaystyle C} váhy {\displaystyle w}, pak {\displaystyle A_{w}={\binom {n}{w}}\sum _{j=0}^{w-d}(-1)^{j}{\binom {w}{j}}(q^{w-d+1-j}-1)={\binom {n}{w}}(q-1)\sum _{j=0}^{w-d}(-1)^{j}{\binom {w-1}{j}}q^{w-d-j}.}

### Hrany v projektivní geometrii
Lineární nezávislosti sloupců vytvořující matice MDS kódu připouští konstrukci MDS kódů z objektů v konečné projektivní geometrii. Nechť {\displaystyle PG(N,q)} je konečný projektivní prostor (geometrické) dimenze {\displaystyle N} nad konečným tělesem {\displaystyle \mathbb {F} _{q}}. Nechť {\displaystyle K=\{P_{1},P_{2},\dots ,P_{m}\}} je množina bodů v tomto projektivním prostoru reprezentovaných homogenními souřadnicemi. Vytvoříme matici {\displaystyle G} velikosti {\displaystyle (N+1)\times m,} jejíž sloupce jsou homogenními souřadnicemi těchto bodů. Pak<platí následující věta.

### Věta o m-hraně a generátorové matici MDS kódu
{\displaystyle K} je (prostorová) {\displaystyle m}-hrana právě tehdy, když {\displaystyle G} je generátorová matice {\displaystyle \langle m,N+1,m-N\rangle } MDS kódu nad {\displaystyle \mathbb {F} _{q}}.